# 南会津町前沢
南会津町前沢（みなみあいづまちまえざわ）は、福島県南会津郡南会津町にある重要伝統的建造物群保存地区。南会津町前沢の一部、約13.3haの範囲である。

## 概要
1907年（明治40年）に集落の建物のほとんどが焼失する大火に遭ったが、周辺地域の大工の手により一斉に再建されたことにより統一的な景観が生まれた。現在でも当時の面影を残す家屋に人々が生活しているのが特徴である。
建物の特徴は、L字に曲がった住まいの曲り家である。曲り家では、当時の生活に欠かせない大切な牛や馬と人が一緒に生活する構造となっており、手前の突出部が牛や馬、奥の建物が人の生活空間となっている。妻面には明かり取りの窓、梁と貫の木組み、前包の彫刻、狐格子など意匠性の高い造りとなっている。
農業の機械化が進んだ昭和40年代には馬はいなくなったが、曲り家での生活は継続されている。
前沢における保存活動は、1980年（昭和55年）、会津高原たかつえスキー場の調査で村を訪れた東京藝術大学の藤木忠善教授の提言に始まる。1985年（昭和60年）に舘岩村（当時）で環境美化条例が制定され、茅葺屋根の保存が図られた。2000年（平成12年）には手づくり郷土賞受賞。市町村合併を経て、2011年（平成23年）6月20日に重要伝統的建造物群保存地区に選定された。
なお、1980年代に重伝建による保全ではなく自主保全を選んだのは、重伝建による住居への規制を懸念したためであり、その後2006年の市町村合併後に伴って行政からの補助が縮小されたことで、重伝建に踏み切ったとされる。

## 重要伝統的建造物群保存地区データ
地区名称：南会津町前沢
種別：山村集落
選定年月日：2011年6月20日
選定基準：（3）伝統的建造物群及びその周囲の環境が地域的特色を顕著に示しているもの
面積：13.3ha

## 主な建造物・施設
20棟の民家があり、空き家となっている3棟を除き、現役で住民がいる。このほか、移築された町有の曲家2棟がある。
- 曲家資料館
1990年に、伊南村の宮沢にあった空家を移築したもの[3]。
- 前沢ふるさと公園
1990-1993年に曲家とホタルの里づくり事業により整備された[4]。
- そば処 曲家
1997年に舘岩村の戸中集落から移築された曲り家[3]。
- 鹿島神社

## アクセス
- 会津鉄道会津線 会津田島駅または会津高原尾瀬口駅より舘岩デマンドタクシー利用

## 周辺集落の中門造り家屋
南会津町の南郷地域、伊南地域、舘岩地域では、5棟以上の中門造り家屋が残る集落が12ある。
舘岩地域の水引集落には、1896年（明治29年）の大火後に越後大工によって建てられたと言われる茅葺き中門造り家屋が6棟残っており、茅刈りツアーによる保存活動が行われている。
南郷地域の界集落には、全てトタンで覆われているものの、15棟の中門造り家屋がある。
なお、南会津地域にはかつて多くの草屋根葺き職人（茅手）がおり、他地域への出稼ぎも行われていたと言われる。

## 周辺情報
- 奥会津博物館
- 大桃の舞台
- 尾瀬国立公園
- 田代山湿原
- 木賊温泉
- 湯ノ花温泉
- 大内宿（南会津郡下郷町） - 重要伝統的建造物群保存地区に選定されている。